# Querenbach (Stammbach)
Querenbach ist ein Gemeindeteil des Marktes Stammbach im Landkreis Hof (Oberfranken, Bayern). Querenbach liegt in der Gemarkung Straas.

## Geografie
Das Dorf liegt auf freier Flur am Petzberg (613 m ü. NHN). Unweit östlich wird die Flur von der Bundesautobahn 9 durchschnitten. Eine Gemeindeverbindungsstraße führt nach Oelschnitz (1,3 km westlich) bzw. die A 9 unterquerend nach Biengarten (1,1 km nördlich). Geologisch liegt Querenbach im Südwesten des naturräumlichen Gebietes der Münchberger Gneismasse.

## Geschichte
Querenbach war eines der sogenannten „Sieben freien Dörfer“; die Herren von Schlegel waren ursprünglich im Ort begütert. 1369 verkaufte Albrecht von Schlegel seine Ansprüche für 957 Pfund Heller an den Nürnberger Burggrafen Friedrich V.
Gegen Ende des 18. Jahrhunderts bestand Querenbach aus 18 Anwesen (1 Hof, 7 Halbhöfe, 6 Viertelhöfe, 1 Sechstelhof, 1 Achtelhof, 2 Tropfhäuser). Die Hochgerichtsbarkeit sowie die Dorf- und Gemeindeherrschaft stand dem bayreuthischen Stadtrichteramt Münchberg zu. Das Kastenamt Münchberg war Grundherr sämtlicher Anwesen.
Von 1797 bis 1810 unterstand Querenbach dem Justiz- und Kammeramt Münchberg. Infolge des Ersten Gemeindeedikts wurde Querenbach dem 1812 gebildeten Steuerdistrikt Straas und der zugleich entstanden Ruralgemeinde Straas zugewiesen. Im Zuge der Gebietsreform in Bayern wurde Querenbach am 1. Juli 1972 im Zuge der Gebietsreform in Bayern nach Stammbach eingemeindet.

### Baudenkmäler
Baudenkmäler sind Wohnstallhäuser, die bis in das 18. Jahrhundert zurückreichen, darunter eines mit charakteristischem Frackdach.

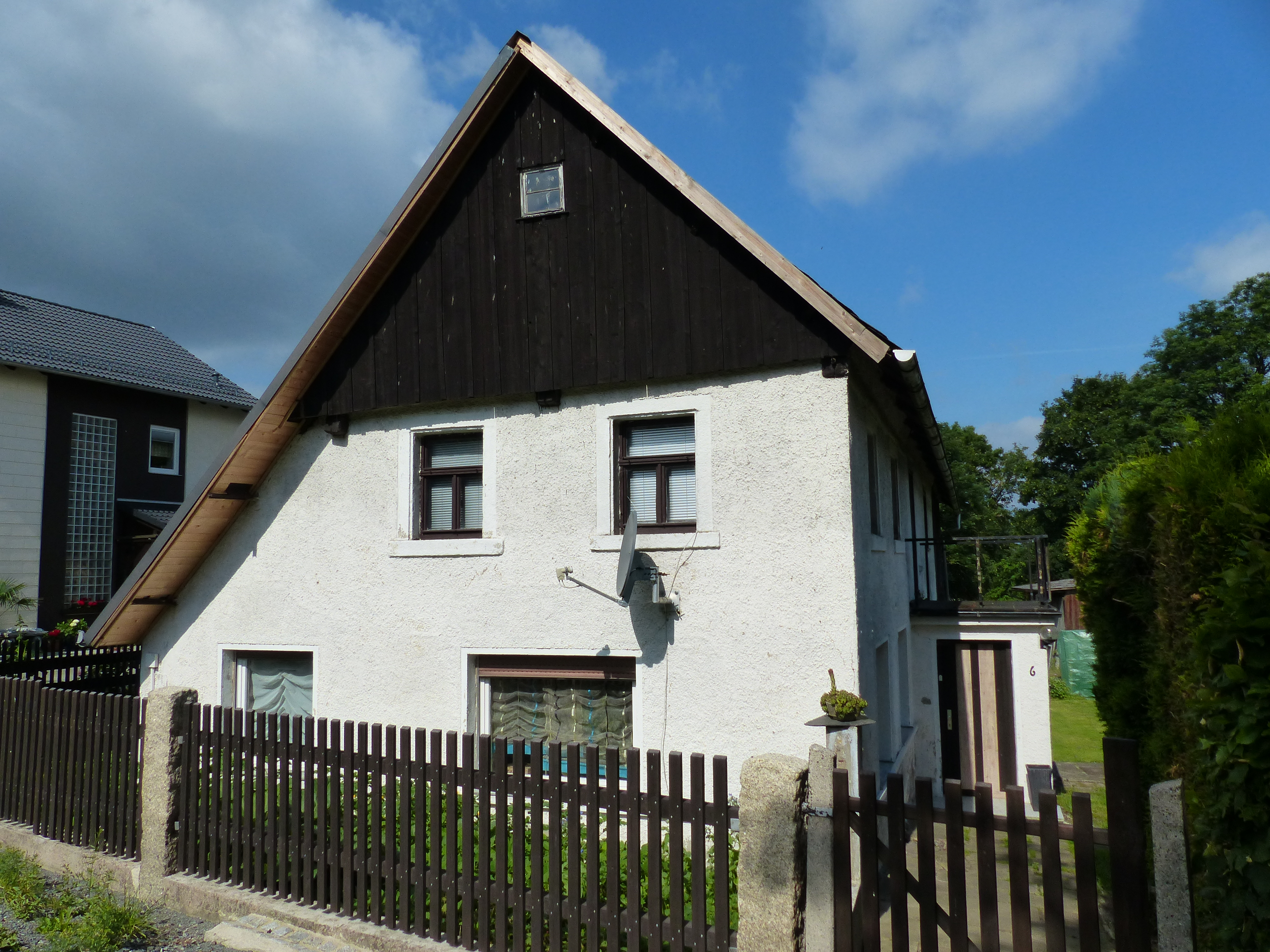
Hausnummer 6
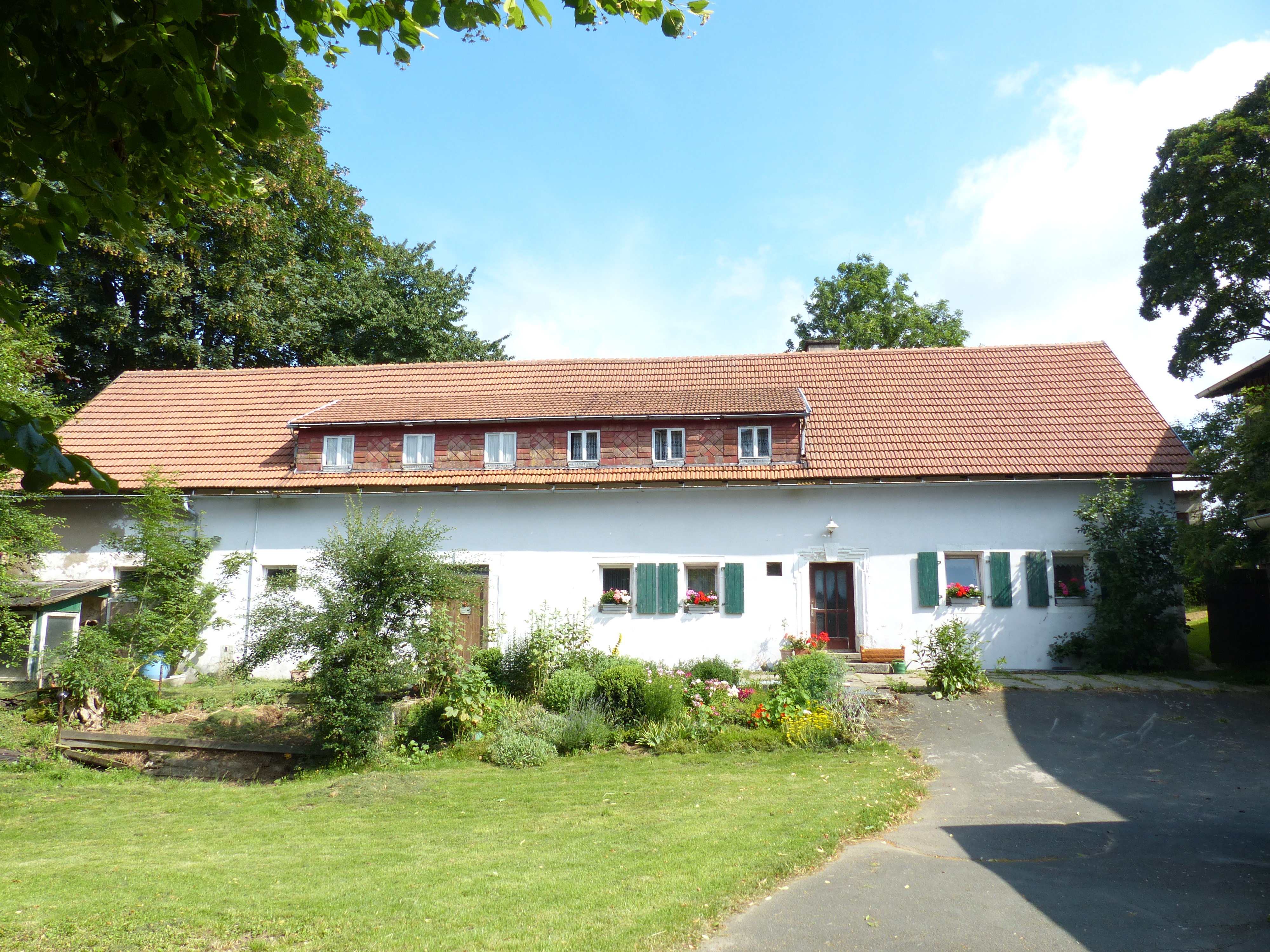
Hausnummer 15
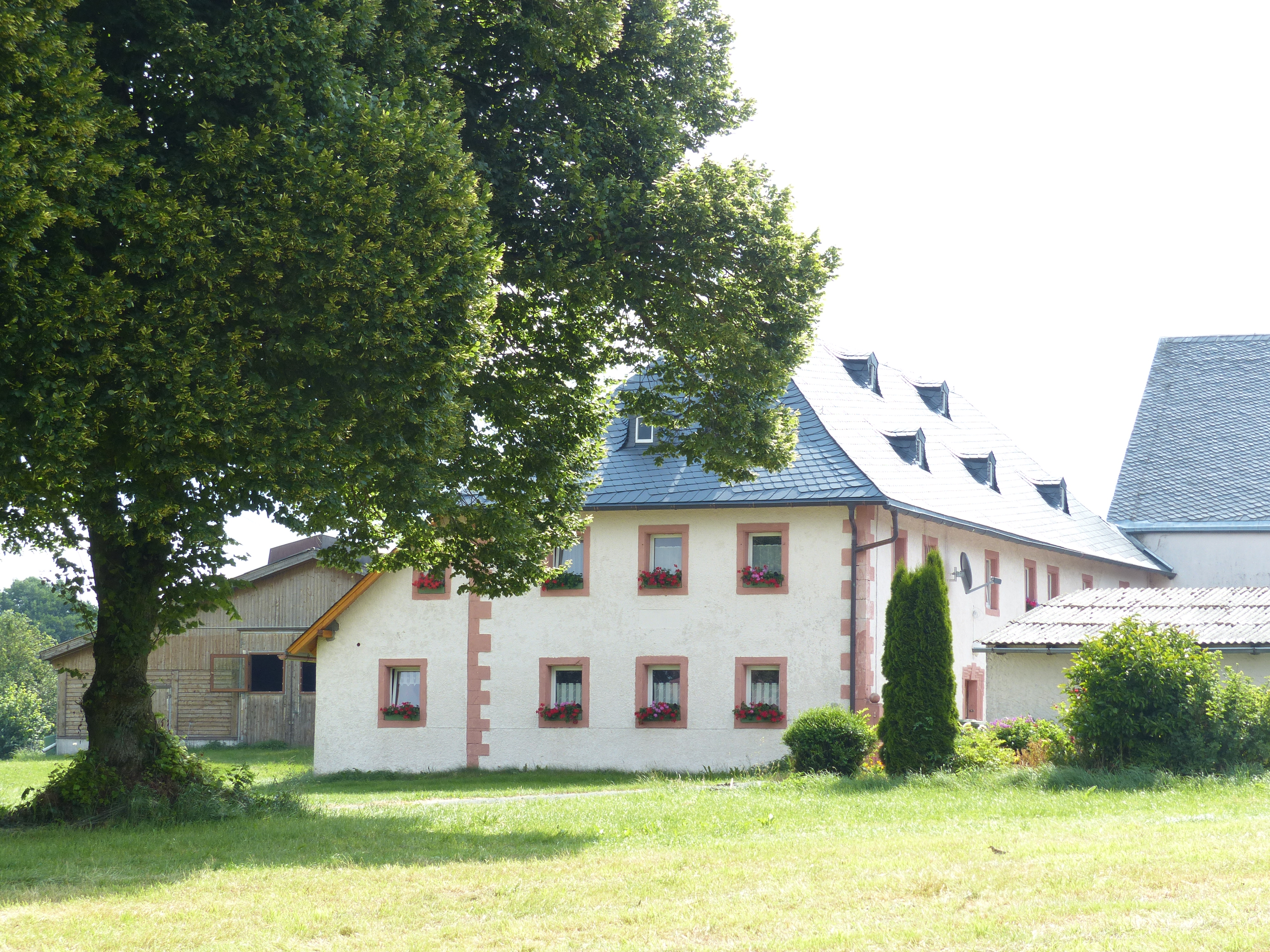
Hausnummer 20

ehemalige Baudenkmäler
- Haus Nr. 1: Zweigeschossiger Wohnstallbau mit Halbwalmdach, 18./19. Jahrhundert, die profilierten Türrahmungen geohrt.[10]
- Haus Nr. 9: Eingeschossiger, ehemaliger Wohnstallbau mit strohgedecktem Satteldach, 18./19. Jahrhundert, Giebel verschalt, Türrahmungen geohrt.[10]
- Haus Nr. 16: Erneuerter, zweigeschossiger Satteldachbau, der geohrte und profilierte Türstock wohl noch aus dem 18. Jahrhundert.[10]
- Haus Nr. 18: Eingeschossiger Wohnstallbau mit Satteldach, die Türrahmungen geohrt und profiliert, die der Wohnungstür bezeichnet „18 S 23“ (=Schlegel). Die Mittelsäule des gewölbten Stalles bezeichnet „JGS 1823“ (=Johann Georg Schlegel). Zugehörige Scheune mit strohgedecktem Satteldach.[10]

### Einwohnerentwicklung
| Jahr      | 1799   | 1812  | 1819   | 1861   | 1871   | 1885   | 1900   | 1925   | 1950   | 1961   | 1970   | 1987  |
| Einwohner | 100    | 97    | 125    | 191    | 163    | 156    | 132    | 116    | 114    | 109    | 102    | 79    |
| Häuser    | 20     | 20    |        |        |        | 21     | 22     | 21     | 18     | 20     |        | 24    |
| Quelle    | [ 12 ] | [ 7 ] | [ 13 ] | [ 14 ] | [ 15 ] | [ 16 ] | [ 17 ] | [ 18 ] | [ 19 ] | [ 20 ] | [ 21 ] | [ 1 ] |

## Religion
Querenbach ist bis heute nach St. Peter und Paul (Münchberg) gepfarrt und seit der Reformation evangelisch-lutherisch geprägt.